# Воробйов Іван Онисимович
Воробйо́в Іва́н Они́симович (1 [13] листопада 1897, село Жукове Олександрійського повіту Херсонської губернії, Російська імперія — 2 вересня 1937, Київ, Українська РСР, СРСР) — український радянський державний та партійний діяч, голова Київської міської ради у 1932 році. Член ЦК КП(б)У в 1934—1937 роках.

## Біографія
Народився 1 (13) листопада 1897 року в село Жукове Олександрійського повіту Херсонської губернії (нині Кіровоградська область, Україна) в родині робітника-столяра. У 1913 році закінчив чотирикласне міське ремісниче училище в місті Олександрії Херсонської губернії. У травні 1912 — жовтні 1915 року — столяр-моделювальник ремісничої школи в селах Бандурівка і Піщаний Брід Олександрійського повіту. У жовтні 1915 — грудні 1916 року — столяр на будівництві школи в селищі П'ятихатка Херсонської губернії.
У грудні 1916 — березні 1917 року — рядовий 17-ї артилерійської дивізії 7-ї російської царської армії. У березні — листопаді 1917 року — столяр майстерні земського союзу в місті Олександрії.
У листопаді 1917 — вересні 1918 року — червоногвардієць загону імені Єрмака в містах Катеринослав і Таганрог.
Член РКП(б) з січня 1918 року.
У вересні 1918 — лютому 1919 року — заступник голови Олександрійського повітового революційного комітету і партійний скарбник підпільного Олександрійського повітового комітету КП(б)У. У лютому — серпні 1919 р. — секретар Олександрійського повітового комітету КП(б)У.
У серпні 1919 — лютому 1921 року — комісар 16-го артилерійського дивізіону, інструктор політичного відділу 46-ї дивізії 14-ї армії РСЧА.
У лютому — червні 1921 р. — голова Ямпільського повітового революційного комітету Подільської губернії. У червні 1921 — лютому 1922 року — секретар Ямпільського повітового комітету КП(б)У Подільської губернії. У лютому 1922 — лютому 1923 р. — голова Могилівського повітового виконавчого комітету Подільської губернії.
У лютому 1923 — березні 1924 року — голова Кам'янецького (Кам'янець-Подільського) окружного виконавчого комітету Подільської губернії. У березні 1924 — травні 1925 року — завідувач Подільського губернського земельного відділу в місті Вінниці. У травні — листопаді 1925 року — голова Межирівського районного виконавчого комітету Вінницького округу.
У листопаді 1925 — жовтні 1926 року — голова виконавчого комітету Вінницької окружної ради.
З жовтня 1926 року — голова Плодовинспілки в Харкові.
У травні 1927 — березні 1928 року — заступник голови правління товариства «Сільський Господар» в місті Харкові.
У березні 1928 — грудні 1931 р. — голова правління Всеукраїнського фотокіноуправління у місті Києві.
З 21 січня по 10 серпня 1932 року очолював Київську міську раду.
У серпні 1932 — січні 1933 року — секретар Донецького обласного комітету КП(б)У. У січні — листопаді 1933 р. — 2-й заступник голови Донецького обласного виконавчого комітету.
У листопаді 1933 — січні 1935 року — 1-й секретар Старобільського окружного комітету КП(б)У Донецької області.
У січні — травні 1935 року — 1-й секретар Проскурівського міського комітету КП(б)У Вінницької області.
У травні 1935 — вересні 1936 року — 1-й секретар Проскурівського окружного комітету КП(б)У Вінницької області.
У вересні 1936 — лютому 1937 року — 2-й секретар Вінницького обласного комітету КП(б)У.
Жертва Сталінського терору. 23 липня 1937 року заарештований, 25 серпня того ж року його справу передали на розгляд суду Військової колегії, який засудив його до розстрілу.
2 вересня 1937 року розстріляний у Києві.
Реабілітований посмертно в 1956 році за відсутністю складу злочину.